# Karl Zillner
Karl Zillner (* 19. Jänner 1926 in Laufen, Bayern; † 11. Juli 1983 in Bürmoos) war ein österreichischer Politiker (SPÖ) und Bahnbediensteter. Er war von 1964 bis 1983 Abgeordneter zum Salzburger Landtag, von 1974 bis 1983 Zweiter Präsident des Salzburger Landtags sowie von 1964 bis 1967 Bürgermeister der Salzburger Landgemeinde Sankt Georgen bei Salzburg und anschließend bis 1983 erster Bürgermeister der neu geschaffenen Gemeinde Bürmoos.

## Leben
Karl Zillner war das vierte Kind von Franz und Karoline Zillner. Der Vater stammte als einfacher Arbeiter aus dem bäuerlichen Milieu in Ostermiething im angrenzenden Oberösterreich. Die Mutter war ebenfalls Kind einer Bauernfamilie aus dem bayrischen Ainring. Da der Vater Arbeit als Stationsdiener bei der Salzburger Lokalbahn erhielt, übersiedelte die Familie nach Oberndorf, wo Karl Zillner dann aufwuchs.
Zillner begann seine Schulbildung mit dem Besuch von sechs Klassen der Volksschule, bevor er zwei Jahre lang die in Oberndorf neu errichtete Hauptschule besuchten konnte. Als Schüler arbeitete Zillner mehrmals in den Sommerferien für geringe Gegenleistung als Viehhüter. Er trat 1940 in den Dienst der Deutschen Reichsbahn und erhielt dort fachliche Weiterbildung. Von 1943 bis 1945 musste Zillner Kriegsdienst im Zweiten Weltkrieg leisten. Nachdem er zuerst zum Reichsarbeitsdienst eingezogen worden war, wurde er später Flakeinheiten zugewiesen und war bis Kriegsende 1945 in der Fliegerabwehr im Raum Innsbruck im Einsatz. Nach dem Krieg wurde Zillner in den Dienst der Österreichischen Bundesbahnen übernommen und erhielt eine Anstellung am Salzburger Hauptbahnhof.
1947 heiratete Zillner und zog zu seiner Frau nach Bürmoos. Der Ort war damals noch keine selbständige Gemeinde, sondern gehörte in Teilen zu Lamprechtshausen und zur Gemeinde Sankt Georgen, wo auch Zillner lebte und unter Entbehrungen ein eigenes Haus errichtete. Bürmoos wurde ihm zur Heimat und er engagierte sich dort nicht nur politisch. Zillner war trotz seiner sozialdemokratischen Weltanschauung gleichzeitig – nach dem Vorbild der Mutter – gläubiger Katholik, besuchte regelmäßig den Sonntagsgottesdienst und war Mitglied des katholischen Pfarrausschusses. 1960 wurde er zum Obmann des örtlichen Fußballvereins gewählt, gab jedoch trotz Erfolge 1963 das Amt wegen insgesamter Arbeitsüberlastung ab. Zillner setzte sich in seiner Tätigkeit vehement für die Interessen von Bürmoos ein; umso mehr war es allgemein unerklärlich, wieso der erfolgreiche und als volksnah beschriebene Politiker am 11. Juli 1983 durch Selbstmord dem Leben ein Ende setzte.

## Politische Tätigkeit
Karl Zillner trat nach dem Ende des Zweiten Weltkriegs 1945 der Sozialistischen Partei bei und fungierte innerparteilich zwischen 1956 und 1968 als Ortsparteivorsitzender der SPÖ von Sankt Georgen bei Salzburg beziehungsweise Bürmoos. Er wirkte zwischen 1959 und 1964 als Vizebürgermeister in der Gemeinde Sankt Georgen bei Salzburg und übernahm 1964 das Amt des Bürgermeisters. Nach der Abtrennung der Gemeinde Bürmoos 1967 übernahm Zillner das Amt des Bürgermeisters in der neugeschaffenen Gemeinde und übte dieses bis 1983 aus. Bereits am 19. Juni 1964 wurde er als Abgeordneter zum Salzburger Landtag angelobt und am 22. Mai 1974 zum Zweiten Präsidenten des Landtags gewählt. Zillner hatte dieses Amt bis zu seinem Ableben inne. Zudem war er von 1969 bis 1974 Klubvorsitzender der sozialistischen Landtagsfraktion.
Innerparteilich wirkte Zillner im Jahr 1962 sowie zwischen 1964 und 1983 als stellvertretender Bezirksparteivorsitzender der SPÖ Flachgau, des Weiteren war er von 1970 bis 1983 Mitglied des Landesparteivorstandes und von 1970 bis 1972 sowie von 1978 bis 1983 Mitglied des Landesparteipräsidiums der SPÖ Salzburg. Zwischen 1974 und 1983 leitete er als Obmann die Arbeitsgemeinschaft sozialistischer Gemeindevertreter. Zillner war Vorstandsmitglied des Salzburger Gemeindeverbandes.
In seiner Tätigkeit auf Gemeindeebene war Zillner um Zusammenarbeit mit der politischen Gegenseite bemüht. Er galt als volksnaher Mensch, der an den Bedürfnissen der Bevölkerung nicht vorbeiging. Besonders erfolgreich war Zillner als Kommunalpolitiker in Bürmoos, wo seine Fraktion im Gemeinderat die überwiegende Mehrheit hatte und er stets die Interessen der Gemeinde Bürmoos vertrat, sodass er auch als „Vater der Gemeinde“ tituliert wird.

## Auszeichnungen
- Großes Silbernes Ehrenzeichen mit dem Stern für Verdienste um die Republik Österreich (1980)[3]